# 渋沢義一
渋沢 義一（しぶさわ ぎいち、1879年5月4日 - 1950年）は、日本の実業家。渋沢倉庫取締役、横浜火災海上保険取締役、横浜商工会議所副会頭（1921年 - 1928年）、横浜銀行監査役（1928年 - 1947年）を務めた人物である。

## 家族
父は渋沢喜作（成一郎）、母は渋沢（旧姓：福田）ヨシ、従叔父は渋沢栄一である。子供に渋沢喜一郎（1913年 - 没年不詳）、渋沢作次（1915年 - 没年不詳）、渋沢義彦（1917年 - 没年不詳）、渋沢光男（1919年 - 没年不詳）、渋沢芳雄（1922年 - 没年不詳）、渋沢房子がいる。